# Keith Morgan
Keith Laurence Morgan (ur. 12 listopada 1973) – kanadyjski judoka. Czterokrotny olimpijczyk. Zajął piąte w Sydney 2000, siedemnaste w Atlancie 1996 i Pekinie 2008 i odpadł w eliminacjach w Atenach 2004. Walczył w wadze średniej i półciężkiej.
Piąty na mistrzostwach świata w 2003; siódmy w 1997, 1999 i 2001; uczestnik zawodów w 1993, 1995 i 2007. Startował w Pucharze Świata w latach 1992 i 1995-2005. Złoty medalista igrzysk panamerykańskich w 1995, srebrny w 2003 i 2007 i brązowy w 1999. Zdobył pięć medali na mistrzostwach panamerykańskich w latach 2000 - 2008. Mistrz uniwersjady w 1999. Ośmiokrotny medalista mistrzostw Kanady w latach 1994-2002.
Brat judoki Colina Morgana, olimpijczyka z 1996 roku.

## Letnie Igrzyska Olimpijskie 1996
| Konkurencja | Eliminacje               | Eliminacje               | Klas. końcowa |
| Konkurencja | Przeciwnik I             | Przeciwnik II            | Miejsce       |
| ----------- | ------------------------ | ------------------------ | ------------- |
| 95 kg       | Arturo Gutiérrez (MEX) Z | Antonio Felicité (MRI) P | 17.           |

## Letnie Igrzyska Olimpijskie 2000
| Konkurencja | Eliminacje           | Eliminacje            | Eliminacje                  | Finały                | Finały                    | Klas. końcowa |
| Konkurencja | Przeciwnik I         | Przeciwnik II         | 1/4                         | 1/2                   | o 3 miejsce               | Miejsce       |
| ----------- | -------------------- | --------------------- | --------------------------- | --------------------- | ------------------------- | ------------- |
| 90 kg       | Robert Ivers (AUS) Z | Rasuł Salimow (AZE) Z | Jean-Claude Raphael (MRI) Z | Mark Huizinga (NED) P | Rusłan Maszurenko (UKR) P | 5.            |

## Letnie Igrzyska Olimpijskie 2004
| Konkurencja | Eliminacje           | Eliminacje            | Eliminacje            | Repasaże              | Klas. końcowa |
| Konkurencja | Przeciwnik I         | Przeciwnik II         | 1/4                   | Przeciwnik I          | Miejsce       |
| ----------- | -------------------- | --------------------- | --------------------- | --------------------- | ------------- |
| 90 kg       | Abbas Fallah (IRI) Z | Hiszam Misbah (EGY) Z | Hwang Hee-tae (KOR) P | Mark Huizinga (NED) P | IV runda.     |

## Letnie Igrzyska Olimpijskie 2008
| Konkurencja | Eliminacje           | Eliminacje           | Klas. końcowa |
| Konkurencja | Przeciwnik I         | Przeciwnik II        | Miejsce       |
| ----------- | -------------------- | -------------------- | ------------- |
| 100 kg      | Teófilo Diek (DOM) Z | Daniel Brata (ROU) P | 17.           |